# Долац (насеље)
Долац (насеље) је насеље у Србији у општини Бела Паланка у Пиротском округу. Према попису из 2022. било је 318 становника (према попису из 1991. било је 468 становника).
Насеље се налази поред пруге Ниш Димитровград и поред "старог пута" Ниш - Бела Паланка који пролазе кроз Сићевачку клисуру.

## Демографија
У насељу Долац (насеље) живи 299 пунолетна становника, а просечна старост становништва износи 51,6 година (51,0 код мушкараца и 52,3 код жена). У насељу има 151 домаћинство, а просечан број чланова по домаћинству је 2,11.
Ово насеље је великим делом насељено Србима (према попису из 2002. године).

## Галерија "Долац 2022."
- Једна кућа поред пута Ниш-Бела Паланка
- Једна помоћна зграда поред пута
- Поглед на Сврљишке планине